# Pedro Sanz
Pedro María Sanz Alonso, né le 27 décembre 1953 à Igea, est un homme politique espagnol, membre du Parti populaire (PP).
Il est président de la communauté autonome de La Rioja entre 1995 et 2015.

## Biographie

### Un enseignant engagé pour les déficients mentaux
Après être devenu instituteur de l'enseignement primaire et de pédagogie thérapeutique, il passe avec succès les concours au Pays basque en 1977, où il reste un an seulement. Il est ensuite muté à Nájera, dans La Rioja, pour trois ans.
En 1981, il devient directeur du centre d'éducation spéciale Marqués de Vallejo, situé à Logroño, occupant ce poste huit ans. Il a en outre fait partie des fondateurs de l'association de promotion des adultes mentalement déficients (Asprodema). Il est nommé, en 1989, directeur général du Bien-être social du gouvernement de La Rioja.

### Une rapide ascension au sein du Parti populaire
Il adhère au Parti populaire (PP) la même année, et est désigné, dès 1990, au poste de secrétaire général de la fédération de La Rioja. Élu député au Parlement régional l'année suivante, il prend en 1993, à 40 ans, la présidence du PP dans la communauté autonome.

### Président de La Rioja
À ce titre, il se présente comme candidat à la présidence du gouvernement régional lors des élections de 1995. Dans un contexte national alors défavorable aux socialistes, il remporte 50,3 % des voix, soit huit points de mieux que Joaquín Espert en 1991, et 17 sièges sur 33, soit l'exacte majorité absolue. Le 30 juin suivant, Pedro Sanz est investi président de La Rioja.
La réforme du statut d'autonomie, datant de 1982, intervient au cours de ce premier mandat, en 1997.
Il se représente en 1999, et accroît sa domination sur la communauté autonome, avec 52,4 % des suffrages exprimés, et 18 élus. Le scrutin de 2003 marque ensuite un léger recul de trois points et un siège. Avec trois mandats consécutifs, il établit le record de longévité à la direction du gouvernement régional. Son mandat est confirmé en 2007, avec 49,6 % des voix 17 élus, ainsi qu'en 2011, où il remporte 51,9 % des suffrages et 20 députés, le meilleur résultat en sièges au niveau régional.
À partir de 2009 et le départ de Manuel Chaves d'Andalousie, il devient le doyen des dirigeants régionaux d'Espagne avec le président de la Région de Murcie, Ramón Luis Valcárcel, également issu du PP, qui démissionne en 2014.

### Vie privée
Marié et père d'une fille, il vit à Logroño.